# Paralimosina brevis
Paralimosina brevis är en tvåvingeart som beskrevs av Rohacek och Papp 1988. Paralimosina brevis ingår i släktet Paralimosina och familjen hoppflugor.
Artens utbredningsområde är Nepal. Inga underarter finns listade i Catalogue of Life.